# Cat's Eye
Cat's Eye (1985, cunoscut și ca Stephen King's Cat's Eye) este un film antologie de groază american regizat de Lewis Teague și scris de Stephen King. Se bazează pe trei povestiri scrise de King, „The Ledge”, „Quitters, Inc.” și „The General” (primele două apărute în colecția de povestiri Night Shift). Cele trei povestiri sunt conectate între ele prin prezența unei pisici care străbate un drum foarte lung pentru a găsi o fată aflată în primejdie. Pisica joacă un rol ocazional în primele două povestiri și este un personaj important în a treia. 
Filmul este unul din cele câteva filme care au scenariul scris personal de către Stephen King. În rolurile principale interpretează actorii Drew Barrymore, James Woods, Alan King, Robert Hays și Candy Clark.

## Rezumat
O pisică tigrată (după ce a scăpat de Cujo și era aproape să fie lovită de către un autoturism marca 1958 Plymouth Fury cu o insignă pe bara de protecție pe care scria "Christine"), se furișează pe un camion de marfă în drum spre New York. Pisica aude vocea unei tinere fete care strigă după ajutor, deoarece cineva încearcă să pună mâna pe ea. Dar pisica, în curând, este prinsă de către un angajat de la Quitters, Inc.

### I. „Quitters, Inc.”
Un fumător înrăit, Dick Morrison (James Woods), la recomandarea unui prieten, se alătură Quitters, Inc. pentru a scăpa de viciul său. Consilierul clinicii Dr. Vinnie Donatti (Alan King), care este un apropiat al mafiei, îi explică lui Dick Morrison care este singura metodă a clinicii de a te face să renunți la fumat - de fiecare dată când Dick va fuma o țigară, soția și copilul său vor avea de suferit orori din ce în ce mai mari.
Folosind pisica pe care Junk, asistentul lui Donatti, a prins-o pe stradă, Donatti îi demonstrează care este prima dintre aceste orori: pisica este blocată într-o cușcă și chinuită cu șocuri electrice. Donatti îi explică noului său client că dacă va fi prins fumând o țigară, soția lui Dick va fi supusă la șocuri similare în timp ce el va fi nevoit să se uite. Pentru infracțiunea următoare, fata lui va fi supusă la șocuri, apoi soția lui va fi violată, și după a patra infracțiune, viața sa e în pericol. Nedorind să le îngrijoreze, Dick nu spune nimic despre această amenințare soției și fiicei sale.
În timpul unui blocaj de trafic stresant, Dick în cele din urmă nu pot rezista tentației și fumează, fără să-și dea seama că este urmărit de către agenții lui Donatti. După ce o urmărește pe soția sa cum suferă în cușca electrică, Dick este hotărât să nu mai fumeze niciodată în viața lui și îi spune soției sale totul. 
Timpul trece, iar Dick, aparent, a renunțat la tutun, dar s-a îngrășat puțin din această cauză. Dr. Donatti îi prescrie o dietă cu pastile și în glumă îl avertizează că dacă nu slăbește puțin, îi va tăia soției sale degetul mic. Mai târziu, Dick și soția sa sunt la o petrecere alături de prietenii care i-au recomandat să folosească serviciile Quitters Inc. și care țin un toast în cinstea companiei pentru o treabă bine făcută. La ridicarea paharelor, Dick descoperă că soției prietenului său îi lipsește degetul mic de la o mână.  

### II. „The Ledge”
Fostul jucător de tenis profesionist Norris Johnny (Robert Hays) este implicat într-o relație cu o femeie al cărei soț gelos este un șef al mafiei, Cressner (Kenneth McMillan), care este proprietarul unui cazinou. Cressner, care pariază pe orice, pariază dacă o pisică va trece sau nu strada foarte circulată din fața cazinoului său. El câștigă pariul și ia acasă pisica (aceeași de la începutul filmului). 
După ce își dă seama că soția sa îl înșală, Cressner îl răpește pe Norris. Ca o formă amuzantă de răzbunare, Cressner îl șantajează pe Norris și-l pune să treacă o probă periculoasă: Norris trebuie să facă ocolul pervazului exterior de la mansarda apartamentului lui Cressner care se află într-un zgârie-nori gotic. Dacă Norris reușește atunci Cressner îi va acorda soției sale divorțul. În cazul în care Norris refuză, Cressner va chema poliția care-l va aresta pe Norris pentru posesie de droguri deoarece acestea i-au fost plantate în mașina personală.
Norris este de acord. În timp ce Norris încearcă să se cațere pe marginea pervazului, Cressner apare la balcoane și la ferestre, batjocorindu-l și încercând să-i distragă atenția. În ciuda eforturilor lui Cressner, Norris reușește trecerea și ajunge înapoi în apartament, unde își dă seama că doamna Cressner era moartă de mult. Începe o luptă în care unul dintre complicii lui Cressner moare, iar Norris ajunge în posesia unui pistol. Norris îl forțează pe Cressner să treacă prin același calvar pe pervaz. Proprietarul cazinoului are mai puțin succes decât Norris, cade și moare, în timp ce pisica privește toată tărășenia.

### III. „The General”
Pisica este adoptată în cele din urmă de către o fetiță, Amanda (Drew Barrymore), care-o numește „Generalul”. Pisica este alungată de mamei fetei (Candy Clark) deoarece crede că pisica va face rău papagalului lor. 
În ciuda protestelor lui Amanda, mama dă pisica afară din casă pe timp de noapte. Drept urmare, pisica nu este în stare s-o protejeze pe Amanda de un troll malefic care ucide papagalul și apoi încearcă să fure respirația Amandei, dar pisica reușește să intre în casă și s-o salveze. Părinții fetei intră și ei în cameră doar pentru a descoperi pasărea moartă, drept urmare sunt convinși că „Generalul” a ucis pasărea. Totuși tatăl Amandei descoperă că pisica este rănită (din cauza pumnalului cu care a înjunghiat-o trollul) și începe să se îndoiască de credința mamei că pasărea i-a cauzat rana.
„Generalul” este apoi dus la un adăpost de animale de către mama Amandei unde este programat să fie eutanasiat a doua zi (la cererea mamei). Dar „Generalul” scapă atunci când i se aduce ceva de mâncare și se duce înapoi în casa fetei. 
„Generalul” din nou se luptă cu trollul pe care-l învinge provocând totodată un zgomot puternic. Toată zarva îi trezește pe părinții fetei, care inițial nu pot intra în camera fiicei lor deoarece ușa era blocată. După ce reușesc să intre în camera ei, fata le explică faptul că „Generalul” a salvat-o din nou. Părinții nu o cred la început, dar în cele din urmă descoperă cadavrul trollului precum și pumnalul cu care a fost rănit „Generalul”. Amanda le spune că „Generalul” o va păzi în continuare în caz că alte ființe asemănătoare trollului vor apărea; așa că părinții sunt de acord ca pisica să rămână în casă în timpul nopții ca un protector al Amandei. Pisica are în sfârșit o casă.

## Actori/Roluri
| Actor             | Personaj                |                   |
| ----------------- | ----------------------- | ----------------- |
| Drew Barrymore    | Amanda                  | tot filmul        |
| James Woods       | Richard “Dick” Morrison | în Quitter’s Inc. |
| Alan King         | Dr. Vinnie Donatti      | în Quitter’s Inc. |
| Kenneth McMillian | Cressner                | în The Ledge      |
| Robert Hays       | Johnny Norris           | în The Ledge      |
| Candy Clark       | Sally Ann               | în The General    |
| James Naughton    | Hugh                    | în The General    |
| Tony Munafo       | Junk                    | în Quitter’s Inc. |
| Court Miller      | Dl. McCann              | în Quitter’s Inc. |
| Russell Horton    | Dl. Milquetoast         | în Quitter’s Inc. |
| Patricia Benson   | Dna. Milquetoast        | în Quitter’s Inc. |
| Mary D’Arcy       | Cindy Morrison          | în Quitter’s Inc. |
| Mike Starr        | Ducky                   | în The Ledge      |
| Sal Richards      | Westlake                | în The General    |
| Charles S. Dutton | Dom                     | ...               |

## Producția

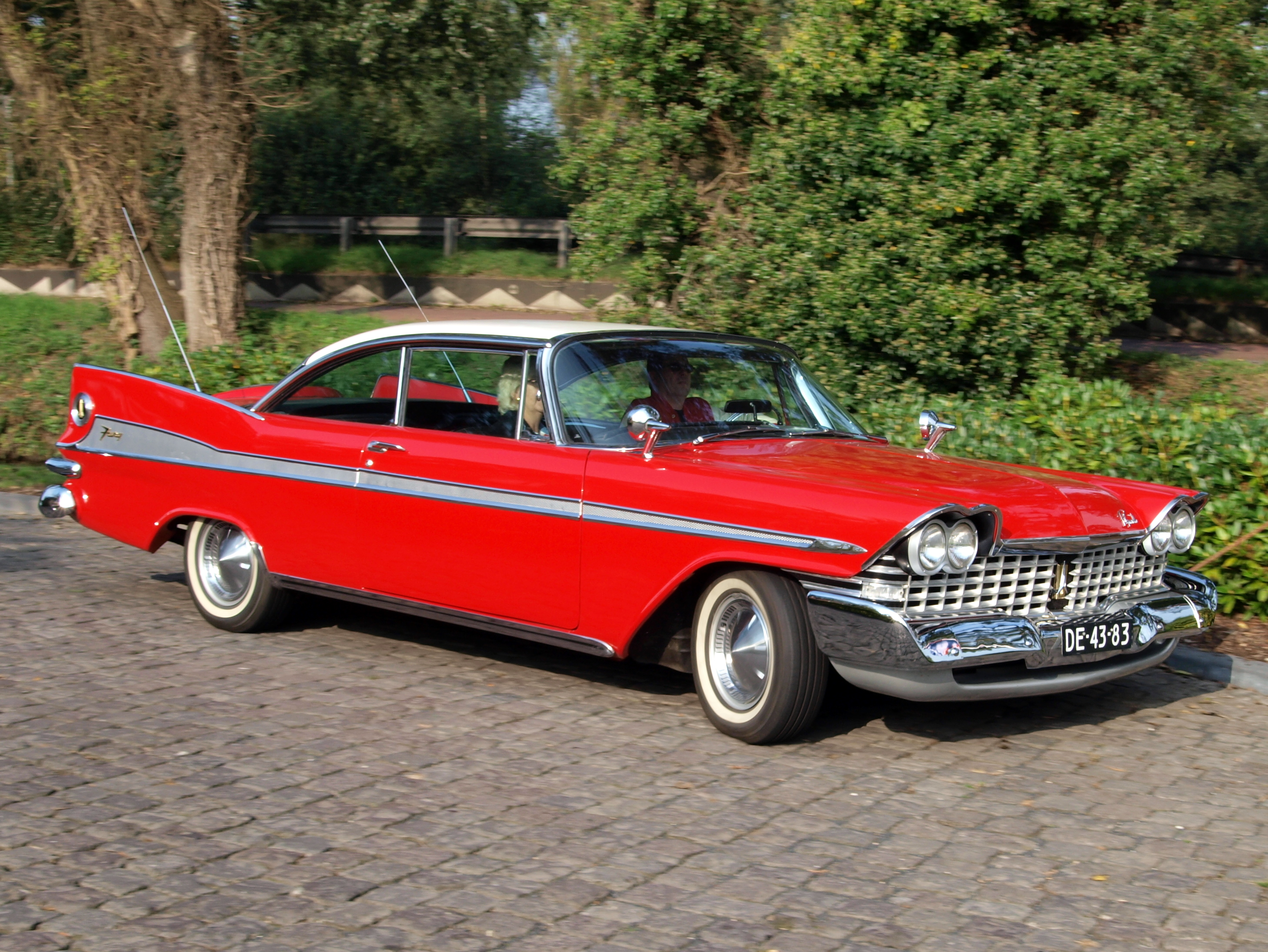
Plymouth Fury

Aceasta a fost al doilea film al lui Barrymore bazat pe o lucrare a lui Stephen King, ea a apărut anterior în Firestarter în 1984: amândouă producții De Laurentiis filmate în Wilmington, Carolina de Nord.
Piesa formației rock The Police "Every Breath You Take" se aude în câteva locuri. Deoarece versiunea inițială a fost prea scumpă pentru acest film cu buget redus, a fost folosită o versiune cover a melodiei. 
Frank Welker a interpretat vocea pisicii „Generalul” și a trollului. Unul dintre personajele de desene animate de pe baloanele din camera Amandei (balon pe care trollul îl folosește pentru a încerca să fugă) este Baby Kermit din Muppet Babies, personaj pe care tot Welker l-a interpretat ca voce.
Filmul are mai multe referințe către alte lucrări ale lui Stephen King. La începutul filmului, pisica fuge departe de câinele turbat din rasa St. Bernard care apare în filmul Cujo (regizat tot de Lewis Teague) și ajunge în fața unui autoturism 1958 Plymouth Fury sau Belvedere din Christine. În timpul segmentului "Quitters, Inc.", personajul James Woods se uită la televizor la filmul The Dead Zone (el închide televizorul cu dezgust, spunând că: "Eu nu știu cine a scris acest rahat "). Mama Amandei, din ultimul segment al filmului, citește Pet Sematary în pat. Ultima parte a filmului are loc în Wilmington, NC, același loc în care se desfășoară acțiunea filmului Maximum Overdrive.

## Distribuția
Filmul a fost lansat în cinematografele din Statele Unite de către MGM la 12 aprilie 1985. În Statele Unite a avut încasări de 13.086.298 dolari.
Filmul a fost lansat pe DVD de către Warner Home Video în 2004. În prezent nu se mai fac copii pentru vânzare cu această versiune.

## Premii
Filmul a fost nominalizat la Festivalul internațional al filmului fantastic la premiul pentru Cel mai bun film din 1987. Drew Barrymore a fost nominalizată în 1986 la premiul Cel mai bun tânăr artist pentru Cea mai bună performanță în rolul principal al unei tinere actrițe.